# Kazimierz Brandys

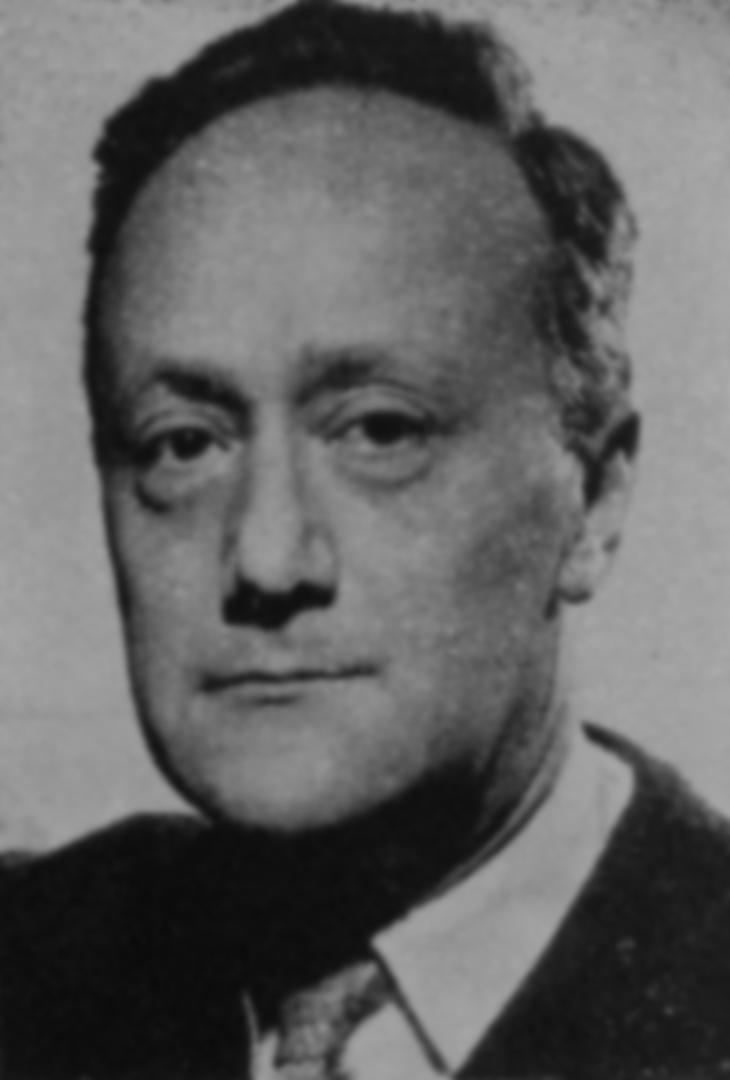
Chân dung Kazimierz Brandys (chụp năm 1970)

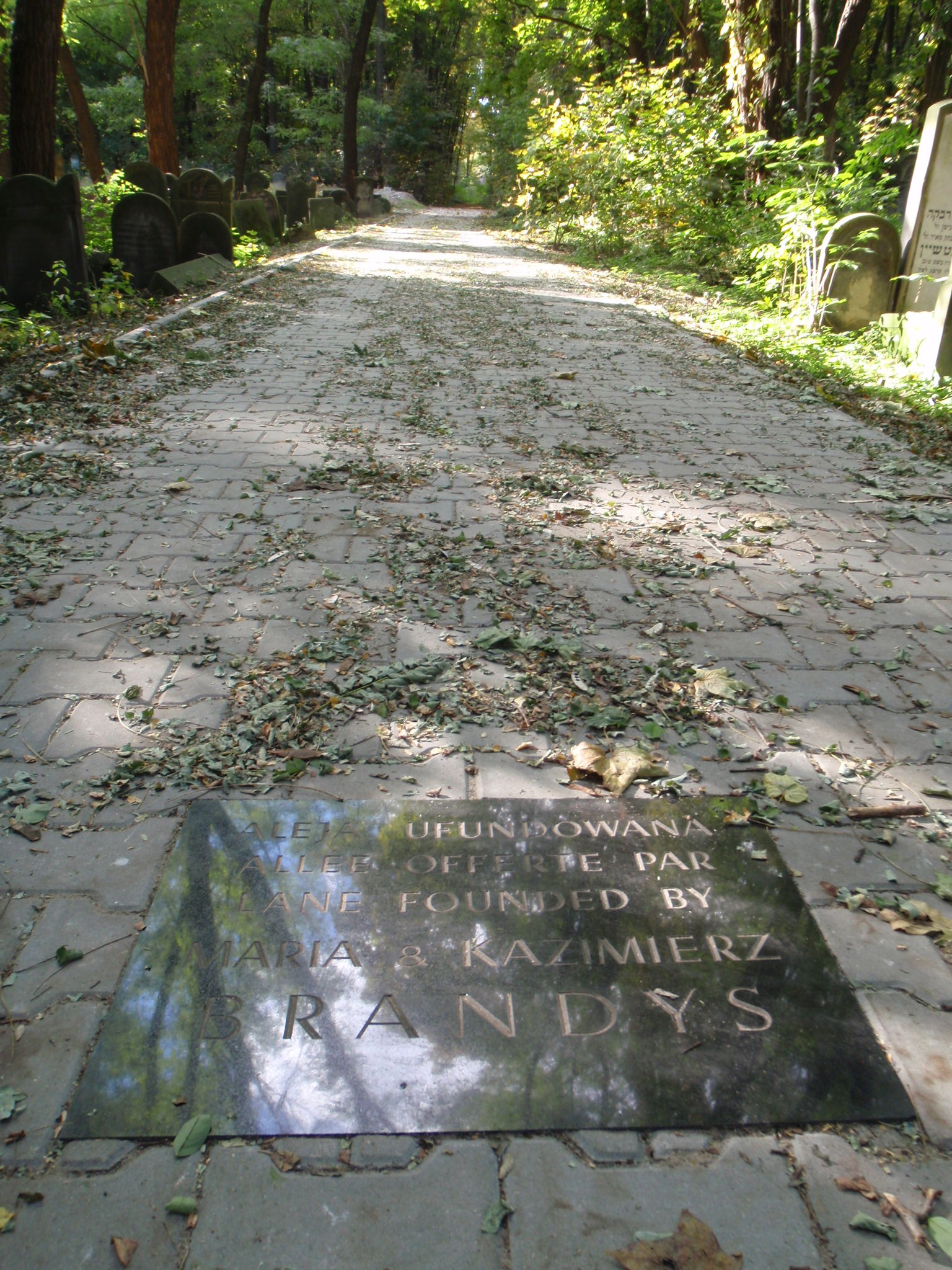
Nghĩa trang Do Thái Warszawa, do Kazimierz và Maria Brandys thành lập

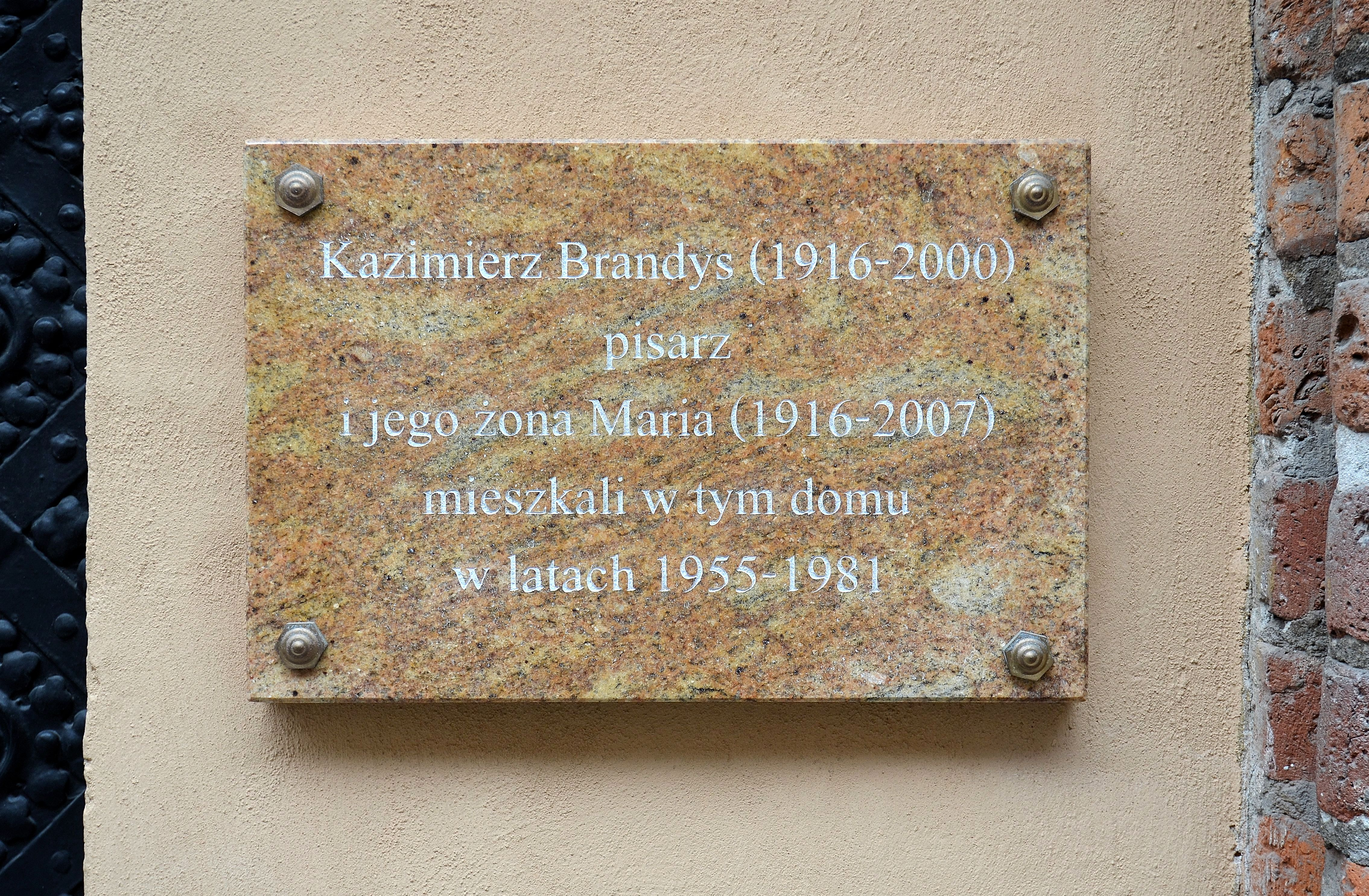
Tấm bảng kỷ niệm Kazimierz và Maria Brandys ở lối vào ngôi nhà chung cư số 5 phố Nowomiejska, Warszawa

Kazimierz Brandys (sinh ngày 27 tháng 10 năm 1916 tại Łódź, mất ngày 11 tháng 3 năm 2000 tại Paris) là nhà văn, nhà tiểu luận, người viết kịch bản phim Ba Lan.

## Sơ yếu lý lịch
Kazimierz Brandys xuất thân trong một gia đình trí thức gốc Do Thái bị đồng hóa ở Ba Lan . Gia đìminh họanh Brandys sở hữu một ngân hàng ở Łódź. Kazimierz và người anh trai Marian bốn tuổi của mình theo học tại Trường Thương nhân Hội đồng thành phố Łódź. Kazimierz tốt nghiệp Khoa Luật của Đại học Warszawa. Ông xuất hiện lần đầu tiên vào năm 1935 với tư cách là nhà phê bình sân khấu trên tờ Kuźnia Młodych hàng tháng. Ông đã kết hôn với dịch giả Maria Zenowicz.
Trong thời gian bị chiếm đóng, ông ẩn náu ở Warszawa, bên ngoài khu ổ chuột Aryan.
Năm 1945–1950, ông là thành viên nhóm biên tập của tuần báo Kuźnica, từ năm 1946 ông là thành viên của Đảng Công nhân Ba Lan, và sau đó là Đảng Công nhân Thống nhất Ba Lan, từ năm 1956 là người chủ trương "đổi mới" và "thanh lọc đạo đức" của đảng và chính quyền; trong những năm 1956-1960, một thành viên của nhóm biên tập của tuần báo " Nowa Kultura ". Năm 1966, ông rời đảng để phản đối sự đàn áp đối với Leszek Kołakowski. Năm 1970–1971, ông là giảng viên về văn học Slav tại Sorbonne. Năm 1976, ông ký "Memoriał 101", phản đối thay đổi Hiến pháp của Cộng hòa Nhân dân Ba Lan. Trong những năm 1977-1980, ông là thành viên của ban biên tập tạp chí thứ cấp của phe đối lập dân chủ mang tên "Zapis".
Từ năm 1981, ông thường trú ở nước ngoài. Ông là thành viên hội Nhà văn Ba Lan.
Khi qua đời, thi hài ông được chôn cất tại Nghĩa trang Père-Lachaise ở Paris.

## Kiểm duyệt cộng sản
Kazimierz Brandys nằm trong sự giám sát đặc biệt của cơ quan kiểm duyệt của chế độ cộng sản.

## Các tác phẩm
- 1946 Drewniany koń
- 1946 Miasto niepokonane
- Między wojnami
  - 1948 Samson
  - 1948 Antygona
  - 1949 Troja, miasto otwarte
  - 1951 Człowiek nie umiera
- 1953 Sprawiedliwi ludzie
- 1954 Obywatele
- 1956 Czerwona czapeczka: wspomnienia z teraźniejszości
- 1957 Matka Królów
- 1958 Listy do pani Z.: wspomnienia z teraźniejszości
- 1960 Romantyczność
- 1963 Sposób bycia
- 1965 Bardzo starzy oboje
- 1966 Obrona Grenady i inne opowiadania
- 1966 Dżoker
- 1968 Rynek
- 1970 Jak być kochaną i inne opowiadania
- 1970 Mała księga
- 1972 Wariacje pocztowe
- 1974 Pomysł
- 1975 Nowele filmowe
- 1977 Nierzeczywistość
- 1980 Miesiące: 1978-1979
- 1982 Rondo
- 1984 Miesiące: 1982-1984
- 1987 Miesiące: 1980-1981
- 1987 Miesiące: 1985-1987
- 1991 Charaktery i pisma
- 1995 Zapamiętane
- 1999 Przygody Robinsona

Kịch bản phim:
- 1961 Samson
- 1962 Jak być kochaną
- 1965 Sposób bycia
- 1967 Bardzo starzy oboje
- 1981 Spokojne lata
- 1982 Matka Królów

## Huân chương
- Huân chương Lao động hạng 2 (ngày 15 tháng 7 năm 1954),
- Huân chương Polonia Restituta (ngày 22 tháng 7 năm 1952),
- Huân chương Kỷ niệm 10 năm thành lập Cộng hòa Nhân dân Ba Lan (19 tháng 1 năm 1955).